# The Ellen DeGeneres Show
The Ellen DeGeneres Show (a menudo llamado simplemente Ellen), fue un programa de entrevistas emitido por primera vez el 8 de septiembre de 2003 y presentado por la actriz y comediante Ellen DeGeneres. El programa es distribuido por Warner Bros. Television, y se caracteriza por contar con entrevistas a celebridades y a personas del público, monólogos cómicos y números musicales. 
El programa fue nominado para 11 premios Daytime Emmy en su primera temporada, de los que ganó cuatro, incluido el de mejor programa de entrevistas. El programa ha ganado 15 premios Emmy en sus primeras tres temporadas en el aire. A DeGeneres se le conoce por sus bailes y canciones con el público al principio del programa y durante las pausas publicitarias. Suele dar diversos premios y viajes (gracias a sus patrocinadores) al público que acude a verla en vivo. El 17 de noviembre de 2005, el programa se emitió al revés, de forma parecida a la película Memento. En mayo de 2009, tuvo lugar el programa número 1000.
El programa combina entrevistas, números musicales e historias conmovedoras. No se considera un programa del corazón, ni incluye expertos que den consejos sobre relaciones románticas.

## Última temporada
El 12 de mayo de 2021, DeGeneres anunció que terminaría su programa de entrevistas luego de la conclusión de su decimonovena temporada en 2022.
El programa finalizó el 26 de mayo del 2022 después de 3280 episodios y diecinueve temporadas. El último programa tuvo de invitadas a Jennifer Aniston, Billie Eilish y a Pink como la invitada musical. 